# Liste der Biografien/Toz
Liste der Biografien |
Portal Biografien |
Personensuche
# |
A |
B |
C |
D |
E |
F |
G |
H |
I |
J |
K |
L |
M |
N |
O |
P |
Q |
R |
S |
T |
U |
V |
W |
X |
Y |
Z |
?
 
Ta |
Tc |
Te |
Tf |
Tg |
Th |
Ti |
Tj |
Tk |
Tl |
Tm |
To |
Tq |
Tr |
Ts |
Tu |
Tv |
Tw |
Tx |
Ty |
Tz
 
Toa |
Tob |
Toc |
Tod |
Toe |
Tof |
Tog |
Toh |
Toi |
Toj |
Tok |
Tol |
Tom |
Ton |
Too |
Top |
Toq |
Tor |
Tos |
Tot |
Tou |
Tov |
Tow |
Tox |
Toy |
Toz
Die Liste der Biografien führt alle Personen auf, die in der deutschsprachigen Wikipedia einen Artikel haben. Dieses ist eine Teilliste mit 29 Einträgen von Personen, deren Namen mit den Buchstaben „Toz“ beginnt.

## Toz

### Toza
- Tozaka, George Milner (* 1951), salomonischer Politiker und Diplomat
- Tozaki, Masaki (* 1994), japanischer Fußballspieler
- Tozawa, Akira (* 1985), japanischer Wrestler

### Tozb
- Tožbar, Anton (1835–1891), slowenischer Bergführer

### Tozd
- Tozdjián, Germán (* 1964), uruguayischer Gewichtheber

### Toze
- Toze, Eobald (1715–1789), Historiker und Professor der Geschichte an der Universität Bützow
- Tozer, Aiden Wilson (1897–1963), US-amerikanischer evangelischer Pastor und Autor
- Tozer, Ben (* 1990), englischer Fußballspieler
- Tozer, Edward Timothy (1928–2010), kanadischer Paläontologe
- Tozer, Geoffrey (1954–2009), australischer Pianist

### Tozk
- Tozkoparan, Burak (* 1992), türkischer Schauspieler und Schlagzeuger

### Tozl
- Tozlu, Eren (* 1990), türkischer Fußballspieler

### Tozs
- Tőzsér, Dániel (* 1985), ungarischer Fußballspieler

### Tozu
- Tözüm, Jeyan Mahfi (1928–2023), türkische Schauspielerin und Synchronsprecherin

### Tozz
- Tozza, Franco (* 1974), deutsch-italienischer Film- und Fernsehregisseur
- Tozzer, Joan (1921–2012), US-amerikanische Eiskunstläuferin
- Tozzer, Kurt (1929–2012), österreichischer Journalist und Autor
- Tozzi, Alfredo († 1681), italienischer Maler und Bildhauer
- Tozzi, Antonio, italienischer Opernkomponist
- Tozzi, Fausto (1921–1978), italienischer Schauspieler und Drehbuchautor
- Tozzi, Federigo (1883–1920), italienischer Schriftsteller
- Tozzi, Giorgio (1923–2011), US-amerikanischer Opernsänger (Bass)
- Tozzi, Humberto (1934–1980), brasilianischer Fußballspieler
- Tozzi, Mario (1895–1979), italienischer Maler
- Tozzi, Roberto (* 1958), italienischer Sprinter
- Tozzi, Tahyna (* 1986), australische Schauspielerin, Model und Sängerin
- Tozzi, Umberto (* 1952), italienischer MusikerUmberto Tozzi (* 1952)

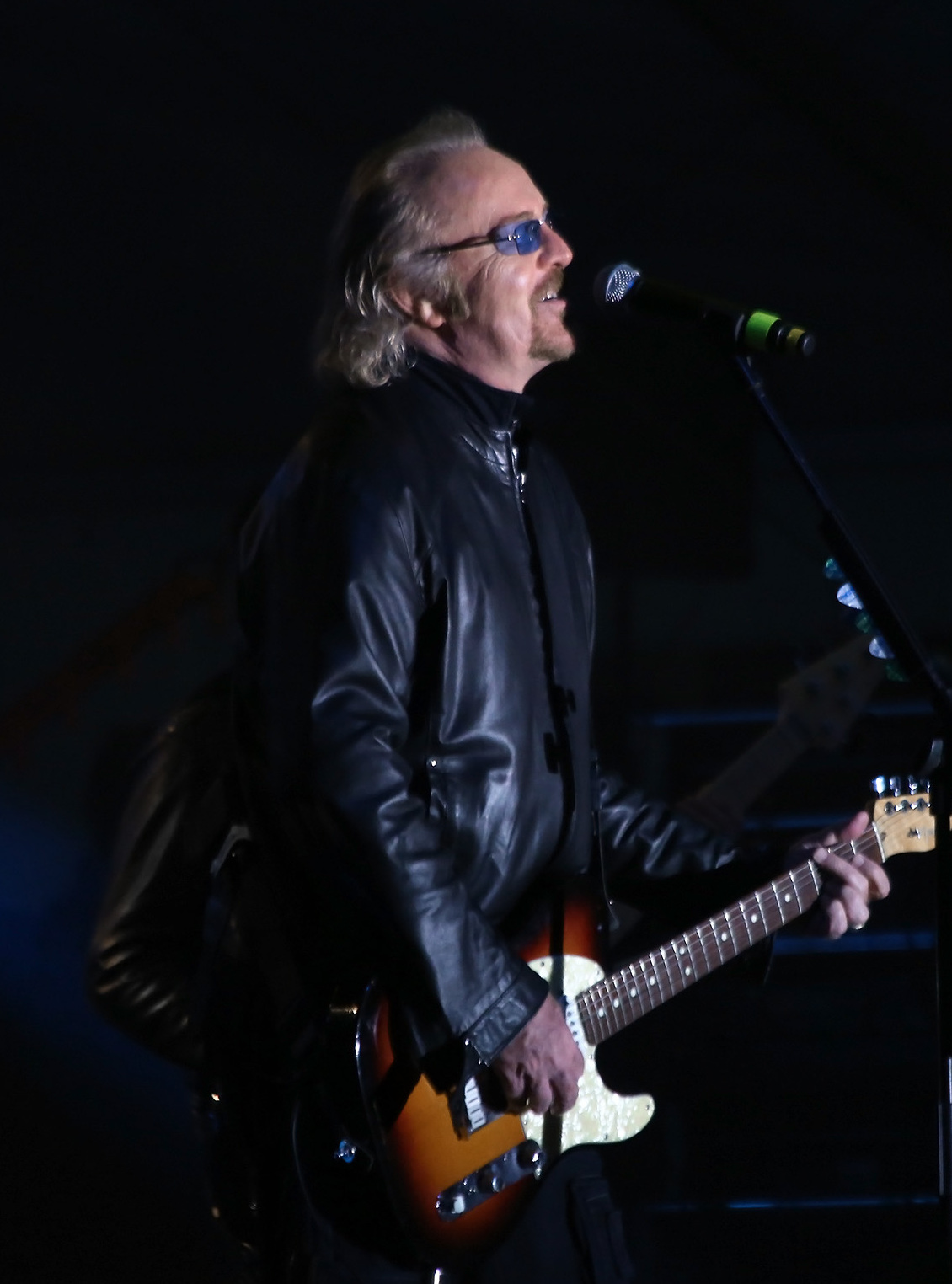
Umberto Tozzi (* 1952)

- Tozzo († 778), Bischof von Augsburg
- Tozzo, Andrea (* 1992), italienischer Fußballspieler